# Heishan
Der Kreis Heishan (chinesisch 黑山县, Pinyin Hēishān Xiàn) liegt im Südwesten der Provinz Liaoning in der Volksrepublik China. Er gehört zum Verwaltungsgebiet der bezirksfreien Stadt Jinzhou. Heishan hat eine Fläche von 2.515 km² und zählt 451.206 Einwohner (Stand: Zensus 2020). 2019 waren 78,9 % der Einwohner Han-Chinesen, 19,5 % Mandschu, der Rest mehrheitlich Mongolen, Hui-Chinesen, Xibe und Koreaner.
Der spätere Raumfahrer Zhang Xiaoguang aus Baichangmen besuchte das 3. Kreisgymnasium von Heishan und machte dort 1985 Abitur.

## Geschichte

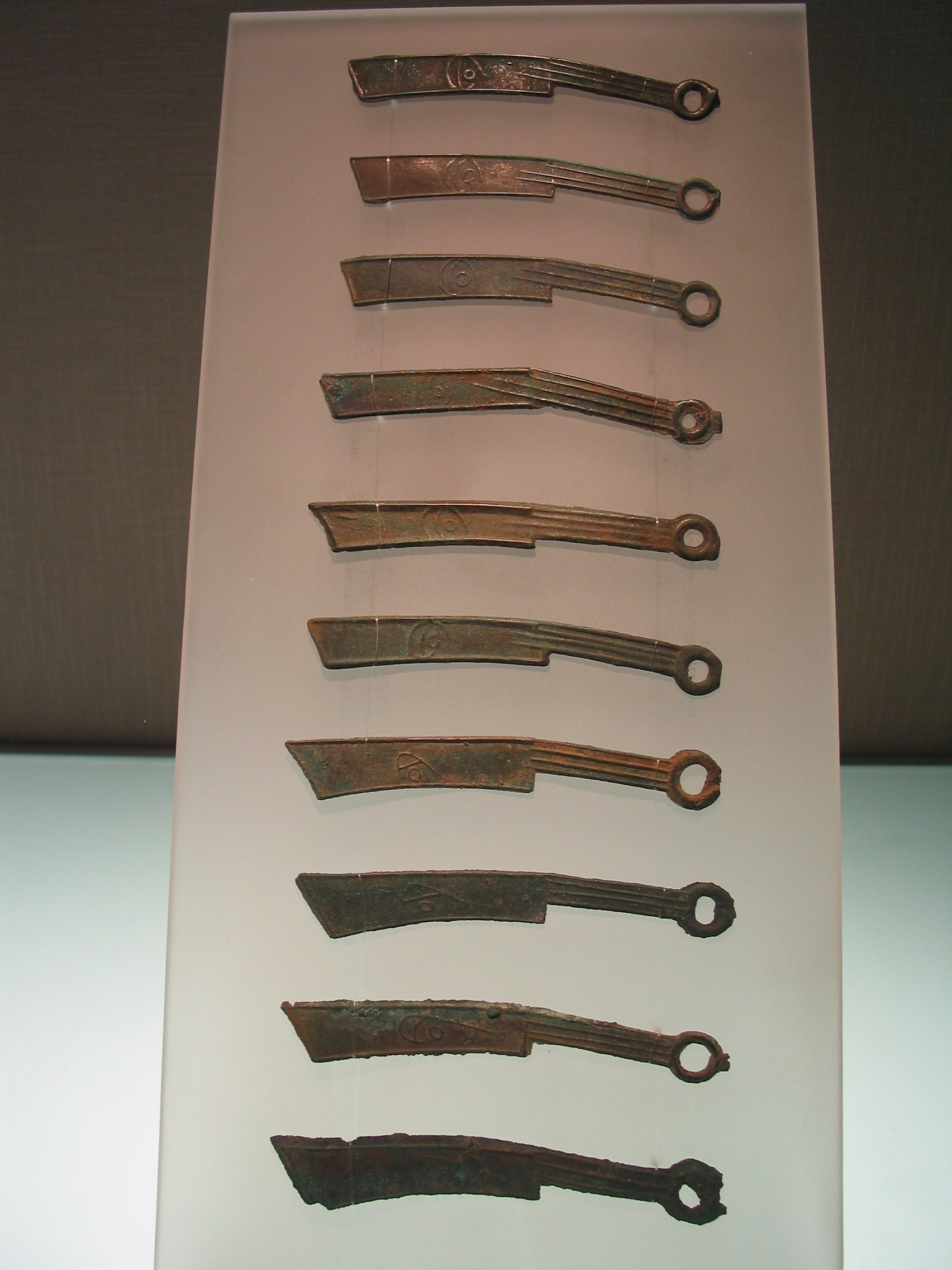
Messermünzen des Staates Yan

Die Gegend von Heishan ist seit der Jungsteinzeit besiedelt; entsprechende Funde wurden an mehr als zwanzig Stellen auf dem Gebiet der Gemeinde Daxing, der Großgemeinde Fangshan und im Straßenviertel Dahushan gemacht. Die dort gefundenen Objekte werden der Hongshan-Kultur (4700–2900 v. Chr.) zugeordnet. Ein Lapislazuli-Ornament mit einem Schweinekopf am Ende wird von den Archäologen als eine Frühform der sogenannten „Schweine-Drachen“ aus Jade betrachtet, wie sie etwa 50 km weiter nördlich in Chahai gefunden wurden.
In der Bronzezeit nahm die Bevölkerungsdichte im heutigen Kreisgebiet zu; an mehr als hundert Stellen wurden entsprechende Funde gemacht. So konnten zum Beispiel Bronzegegenstände aus der Gemeinde Yingchengzi und der Großgemeinde Baichangmen der Westlichen Zhou-Dynastie zugeordnet werden. Außerdem wurden im Kreisgebiet Messermünzen aus der Zeit der Streitenden Reiche gefunden (das Gebiet von Heishan gehörte damals zum Staat Yan).
Funde aus einem Gräberfeld der Gemeinde Duanjia konnten der Westlichen Han-Dynastie zugeordnet werden. Dort fanden sich auch Reste einer Stadtmauer aus Stampflehm. Daher nehmen die Archäologen an, dass dies der Verwaltungssitz des Han-zeitlichen Kreises Wulü (无虑县) war.
Während der Wei-Dynastie kam es im Jahr 238 zu heftigen Kämpfen zwischen Gongsun Yuan, dem sich dem Kaiser widersetzenden Gouverneur der heutigen Provinz Liaoning, und General Sima Yi, der entsandt worden war, um die Kontrolle der Zentralregierung wiederherzustellen. Nachdem Gongsun Yuan im September 238 besiegt war, ließ Sima Yi den Großteil der dort lebenden Chinesen zwangsweise nach Süden evakuieren. Im Gebiet von Jinzhou blieb nur die Kommandantur Changli (昌黎郡) mit Verwaltungssitz im heutigen Kreis Yi; Heishan war nun weitgehend menschenleer.
Um 910 eroberte der Kitan-Khan Yelü Aboka die Gegend und ließ 911–926 von chinesischen Kriegsgefangenen die Stadt Jinzhou erbauen. Nachdem er 926 auch das koreanische Königreich Balhae besiegt hatte, ließ er in großem Maßstab Koreaner nach Jinzhou umsiedeln (heute stellen Koreaner die viertgrößte der ethnischen Minderheiten in Jinzhou). Damit wuchs nun auch wieder die Bevölkerung von Heishan. Nachdem die Jurchen 1125 die Kitan besiegt und die Jin-Dynastie gegründet hatten, wurde im Jahr 1189 in Heishan der Kreis Wangping (望平县) gegründet, mit Verwaltungssitz in der heutigen Großgemeinde Jiangtun.
1387, zu Beginn der Ming-Dynastie, wurde der Kreis Wangping wieder aufgelöst und die Gegend stattdessen mit einem dichten Netz von Festungen überzogen. So wurde in der heutigen Großgemeinde Baichangmen die Festung Zhenjing (镇静堡) gebaut, im heutigen Dorf Weichengzi (韦城子村) der Großgemeinde Badaohao die Festung Zhen’an (镇安堡), im Straßenviertel Heishan die Festung Zhenyuan (镇远堡) und im Straßenviertel Dahushan die Festung Zhenning (镇宁堡). Außerdem finden sich im gesamten Kreisgebiet Reste von Signalfeuertürmen. Am Ende hatte die Ming-Dynastie den Truppen des Mandschu-Khans Aisin Gioro Abahai jedoch nichts entgegenzusetzen. Bei der Schlacht um Jinzhou 1641/42 (松錦之戰) töteten die Invasoren rund 60.000 der dort stationierten bzw. als Verstärkung geschickten 125.000 chinesischen Soldaten. Nachdem der Rest kapituliert hatte, wurde ein Teil davon als Söldner in die Grüne Standarte aufgenommen. Nach dem endgültigen Sieg über die Ming-Dynastie 1644 wurden dann Mandschu-Soldaten der Acht Banner in Heishan stationiert, denen bald ihre Familien folgten. Die Ackerflächen der Ming-zeitlichen Wehrdörfer (屯) wurden konfisziert und an mandschurische Adelige verteilt, die ebenfalls ihre Familien nachkommen ließen und das Land mit rein mandschurischem Personal bewirtschafteten.
Die mandschurische Qing-Dynastie hatte stark rassistische Züge. So war es Chinesen ab 1688 nicht gestattet, sich im Gebiet jenseits der Großen Mauer niederzulassen, die Mandschurei durfte nur mit einer Sondergenehmigung betreten werden.
Erst 1860 wurde diese Regelung aufgehoben, was zu einem starken Zustrom von Binnenflüchtlingen aus Shandong, Hebei und Henan führte. Laut einer Statistik aus dem Jahr 1911 hatten damals von den 18,41 Millionen Einwohnern der Mandschurei rund 10 Millionen einen Migrationshintergrund. Das Bevölkerungswachstum führte zunächst zu einem wirtschaftlichen Aufschwung. So entwickelten sich Xinlitun, Heishan und Jiangtun zu großen Handelsplätzen. Es war aber auch eine starke Zunahme der Kriminalität zu verzeichnen. Um die Lage in den Griff zu bekommen, wurde der Kreis Zhen’an (镇安县, also „den Frieden schützen“) gegründet, mit Verwaltungssitz in der damaligen Großgemeinde Heishan. Es sollte kein rechtsfreier Raum existieren, wo „die Peitsche des Kaisers nicht hinreichte“ (鞭长莫及). Da es damals in der Provinz Shaanxi ebenfalls einen Kreis Zhen’an gab, wurde der Kreis in Jinzhou im Januar 1914 in „Heishan“ umbenannt.

## Administrative Gliederung

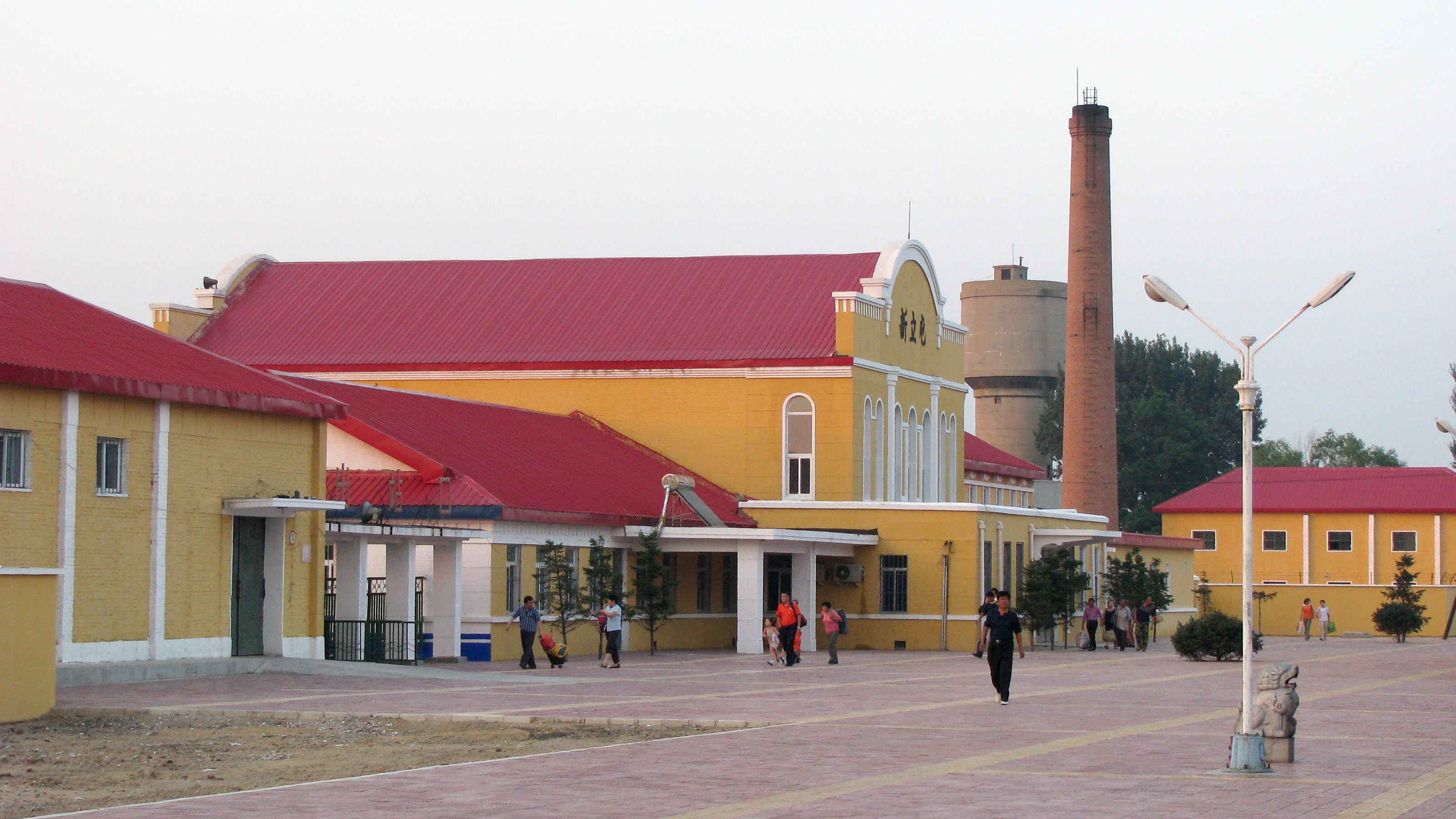
Bahnhof von Xinlitun

Auf Gemeindeebene setzt sich der Kreis aus zwei Straßenvierteln, 15 Großgemeinden und vier Gemeinden zusammen (Stand 2019).
Diese sind:
| Straßenviertel Dahushan (大虎山街道) Straßenviertel Heishan (黑山街道), Sitz der Kreisregierung Großgemeinde Badaohao (八道壕镇) Großgemeinde Baichangmen (白厂门镇) Großgemeinde Banlamen (半拉门镇) Großgemeinde Changxing (常兴镇) Großgemeinde Fangshan (芳山镇) Großgemeinde Hujia (胡家镇) Großgemeinde Jiangtun (姜屯镇) Großgemeinde Lijia (励家镇) Großgemeinde Raoyanghe (绕阳河镇) | Großgemeinde Sijiazi (四家子镇) Großgemeinde Taihe (太和镇) Großgemeinde Wuliangdian (无梁殿镇) Großgemeinde Xinlitun (新立屯镇) Großgemeinde Xinxing (新兴镇) Großgemeinde Zhen’an (镇安镇) Gemeinde Daxing (大兴乡) Gemeinde Duanjia (段家乡) Gemeinde Xuetun (薛屯乡) Gemeinde Yingchengzi (英城子乡) |